# Spilosmylus inthanonensis
Spilosmylus inthanonensis is een insect uit de familie watergaasvliegen (Osmylidae), die tot de orde netvleugeligen (Neuroptera) behoort. 
Spilosmylus inthanonensis is voor het eerst wetenschappelijk beschreven door New in 1991. De soort komt voor in Thailand.